# Petronila aragóniai királynő
Petronila (Huesca, 1136. június 29. – Barcelona, 1174. október 15. vagy 1174. október 17.), Aragónia királynője 1137-től 1164-ig.

## Katalónia és Aragónia egyesítése
Petronila, II. Ramiro aragóniai király és Aquitániai Ágnes lánya (1135–1174) még csak kétéves volt, amikor 1137. augusztus 11-én formálisan feleségül adták az Urgell-házból származó IV. Rajmund Berengárhoz (1113–1162), Barcelona grófjához (1131–1162), aki ezzel az Aragóniai Királyság hercege és a királyság tényleges ura lett. Az esküvő után apja lemondott javára Aragónia trónjáról, és visszatért az egyház kötelékébe. A trón leányági öröklése előzmények nélküli eset volt Aragónia történelmében, ezért a trónra igényt tartott Újjáépítő García navarrai király és VII. Alfonz kasztíliai király is, Ramon Berengár azonban határozottan és tehetségesen hárította el ezeket a kísérleteket. 1151-ben, amikor Petronila 16 éves lett, ünnepélyesen megismételték a házassági szertartást. Ők lettek Aragónia új (és egyben utolsó) királyi háza, a Barcelonai-ház ősei.

## Utódai
Négy fiuk és egy lányuk született:
- Pedro (1152) még csecsemő korában meghalt;
- Alfonz (1157) anyja lemondása után II. Alfonz néven Aragónia királya lett, és 1196-ban halt meg.
- Pedro (1158) Aragónia hercege 1181. április 5-én halt meg.
- Dulce (Aldoza, 1159) Aragónia hercegnője I. Sancho portugál királyhoz ment feleségül Coimbrában az Igreja Da Santa Cruz templomban, és 1198-ban halt meg.
- Sancho (1161) Aragónia hercege (1223-ban? 1226-ban?) halt meg.

Férje halála (1162. augusztus 6.) után két nappal lemondott a trónról fia, II. (Trubadúr) Alfonz javára. Egyúttal elérte, hogy a bárók fia nagykorúvá válásáig őt ismerjék el az ország régensének. Ebbéli tevékenysége azonban nem volt sikeres, és 1164-ben lemondatták, és visszavonult birtokaira. 1174. október 17-én halt meg Barcelonában.

## Külső hivatkozások
- Kingdom of Aragon (medieval kingdom, Spain)

| Előző uralkodó: II. Ramiro | Aragónia királynője 1137 – 1164 | Következő uralkodó: II. Alfonz |